# Adiantum hispidulum
Espèce
Adiantum hispidulum est une espèce de fougère de la famille des Pteridaceae. On le trouve en Afrique, Australie, Polynésie, Malaisie, Nouvelle-Calédonie, Nouvelle-Zélande et sur d'autres îles du Pacifique [1]. Ses frondes sortent en bouquets de rhizomes poussant parmi les rochers ou dans le sol dans des zones abritées.

## Taxonomie
Adiantum hispidulum a été décrite pour la première fois par le botaniste suédois Olof Swartz en 1802 [2]. Son nom est dérivé du nom latin hispis "cheveux" et signifie "à poils minuscules". [3]

## Description
Elle pousse en touffes ou bouquets au milieu des rochers ou dans le sol, ses feuilles groupées provenant de courts rhizomes. Le stipe noir à une hauteur de 45 cm. Les frondes sont divisées en longues et courtes pinnules triangulaires ou elliptiques étroites, dont chacune est divisée en plus petites encore à peu près rectangulaire, de diamants, ou pinnules en forme d'éventail. Chaque pinnule peut avoir de 1 à 20 Sori long de ses marges en dessous. la croissance de jeunes gens peuvent avoir une teinte rosée avant l'échéance dans le feuillage vert foncé. [1], [5]

## Distribution et habitat
On la trouve dans les régions tropicales de l'Afrique orientale, comme l'Afrique du Sud, le Mozambique, le Malawi, le Kenya et la Tanzanie, ainsi que Madagascar et les Comores, l'île Maurice, en Asie, dans tous les États de l'Australie, ainsi qu'en Nouvelle-Zélande, Nouvelle-Calédonie et d'autres îles du Pacifique. [ 6] C'est une plante commune, trouvée souvent dans les zones humides. En Australie, on la trouve parmi les rochers, dans les forêts tropicales ou les bois[7].

## Culture
Elle est facile à cultiver et sa croissance est plutôt lente. Elle est plus tolérante au soleil et à la sècheresse que les autres espèces de fougères [3].

## Utilisations
Comme plante d'ornement dans un jardin